# Norodom Narindrapong
Norodom Narindrapong (khmer: នរោត្តម នរិន្រ្ទពង្ស) var en prins av Kambodja, född 18 september 1954 i det kungliga palatset i Phnom Penh, död 7 oktober 2003 i Paris. Son till kung Norodom Sihanouk och drottning Norodom Monineath (Paule Monique Izzi).

## Biografi
Prins Norodom Narindrapongs far, kung Norodom Sihanouk, fick över 14 barn, och hade redan fem hustrur, Phat Kanhol, Sisowath Pongsanmoni, Sisowath Monikessan, Mam Manivan Phanivong, och Thavet Norleak, när han i april 1952 gifte sig med sin sjunde fru, Paule Monique Izzi, dotter till Pomme Peang en kambodjansk adelsdam och Jean-François Izzi, en fransk bankir av italiensk familj. Paret träffades 1951 när Monique vunnit en nationell skönhetstävling
Monique som fick det nya namnet Norodom Monineath, blev Sihanouks livslånga partner, och Narindrapong föddes som andra son 1954, bara ett år efter att den äldre brodern Norodom Sihamoni fötts. Han studerade först grundutbildning vid Norodom School och Petit Lycée Descartes i Phnom Penh, och sedan filosofi, kriminologi och juridik vid Moskvas universitet, där han också studerade kommunism och blev en hängiven anhängare av Sovjetunionen.
 Han talade flytande franska och ryska.
1976 sattes han av röda khmererna i husarrest tillsammans med övriga kungafamiljen, fram till att vietnameserna 1979 invaderade Phnom Penh.
Narindrapong sympatiserade ändå med röda khmererna och hamnade i en livslång konflikt med sina föräldrar. Norodom Narindrapong lämnade Kambodja efter de röda khmerernas fall 1979, och efter att ha bott i Kina flyttade han till Frankrike. Han återvände aldrig till Kambodja, och återsåg aldrig sin far.
2001-2003 var Narindra rådgivare till Khmer Unity Party. Prins Norodom Narindrapong avled 7 oktober 2003 i en hjärtattack i sitt hem i Paris.
Norodom Narindrapong var gift med Sri Nuoni (Sinuon), dotter till Sonn Ek, och fick två barn:
- prinsessan Norodom Simonarine, född augusti 1984.
- prinsessan Norodom Moninouk, född march 1987.